# Pachyatheta
Pachyatheta är ett släkte av skalbaggar som beskrevs av Munster 1930. Pachyatheta ingår i familjen kortvingar.
Kladogram enligt Dyntaxa:
| Pachyatheta | \| \| Pachyatheta cribrata \| \| \| \| \| \| Pachyatheta mortuorum \| \| \| \| |
|             | \| \| Pachyatheta cribrata \| \| \| \| \| \| Pachyatheta mortuorum \| \| \| \| |
|             | Pachyatheta cribrata                                                           |
|             |                                                                                |
|             | Pachyatheta mortuorum                                                          |
|             |                                                                                |